# Cắt buồng trứng
Cắt buồng trứng là phẫu thuật cắt bỏ buồng trứng hoặc buồng trứng. Phẫu thuật này trong tiếng Anh được gọi là oophorectomy hoặc ovariectomy, nhưng thuật ngữ ovariectomy thường được sử dụng trong phẫu thuật cho động vật, ví dụ như phẫu thuật cắt bỏ buồng trứng từ động vật trong phòng thí nghiệm. Cắt bỏ buồng trứng của con cái là tương đương sinh học của việc thiến con đực; thuật ngữ thiến chỉ thỉnh thoảng được sử dụng trong các tài liệu y khoa để chỉ phẫu thuật cắt bỏ buồng trứng của phụ nữ. Trong y học thú y, việc loại bỏ buồng trứng và tử cung được gọi là ovariohysterectomy (spaying) và là một hình thức triệt sản.
Cắt buồng trứng một phần là một thuật ngữ đôi khi được dùng để mô tả một loạt các phẫu thuật như cắt bỏ u nang buồng trứng, hoặc cắt bỏ bộ phận của buồng trứng. Loại phẫu thuật này là bảo tồn khả năng sinh sản, mặc dù suy buồng trứng có thể tương đối thường xuyên. Hầu hết các rủi ro và hậu quả lâu dài của phẫu thuật cắt bỏ buồng trứng không hoặc chỉ xuất hiện một phần với phẫu thuật cắt bỏ một phần.
Ở người, phẫu thuật cắt bỏ buồng trứng thường được thực hiện vì các bệnh như u nang buồng trứng hoặc ung thư; điều trị dự phòng để giảm nguy cơ phát triển ung thư buồng trứng hoặc ung thư vú; hoặc kết hợp với cắt bỏ tử cung.
Cắt buồng trứng và cắt bỏ thêm 1 hoặc 2 ống dẫn trứng không phải là hình thức kiểm soát sinh sản phổ biến ở người; thông thường hơn là phẫu thuật thắt ống dẫn trứng, trong đó ống dẫn trứng bị tắc nhưng buồng trứng vẫn còn nguyên. Trong nhiều trường hợp, phẫu thuật cắt bỏ buồng trứng được thực hiện đồng thời với phẫu thuật cắt tử cung. Tên y tế chính thức để loại bỏ toàn bộ hệ thống sinh sản của phụ nữ (buồng trứng, ống dẫn trứng, tử cung) là "cắt tử cung toàn bộ bằng phẫu thuật cắt bỏ buồng trứng và hai bên ống dẫn trứng" (TAH-BSO); thuật ngữ thông thường hơn cho một phẫu thuật như vậy là "cắt bỏ buồng trứng". "Cắt tử cung" là cắt bỏ tử cung mà không cần cắt bỏ buồng trứng hoặc ống dẫn trứng.

## Kỹ thuật
Cắt bỏ tử cung cho các nguyên nhân lành tính thường được thực hiện bằng nội soi ổ bụng. Phẫu thuật nội soi ổ bụng hoặc phẫu thuật robot được sử dụng trong các trường hợp phức tạp hoặc khi nghi ngờ có khối u ác tính.
1. ↑  "About - Mayo Clinic". www.mayoclinic.org (bằng tiếng Anh). Truy cập ngày 7 tháng 11 năm 2018.
2. ↑  "Definition of "ovariotomy" at Collins Dictionary". Truy cập ngày 3 tháng 5 năm 2013.